# 崖城学宫
崖城学宫，即崖州州学，位于中国海南省三亚市崖州区，始建于北宋，现存清道光年间迁至今址重建后的建筑。

## 历史
崖城学宫始建于北宋庆历四年（1044年），宋元明清历经10余次迁建、重建，于清道光三年（1823年）迁至今址，同治十一年（1872年）重修。。民国初年，崖城学宫改设民众教育馆。1950年海南解放后，崖县人民政府机关设于崖城学宫内；1954年，崖县人民政府移至三亚后，崖城学宫由崖城镇政府使用，至1990年迁出。1994年11月2日，崖城学宫被公布为第一批海南省文物保护单位。2004年，三亚市政府拨100万元对崖城学宫进行大修。2007年，崖城学宫向社会开放。2013年3月5日公布为第七批全国重点文物保护单位。2020年，崖城学宫再次缮。

## 建筑
崖城学宫坐北向南，建筑面积1530平方米，占地面积6798平方米，共三进院落，第一进院落为中轴线上的万仞宫墙、棂星门、泮池、大成门，以及两侧对称布局的东西前庑廊、忠孝祠、节义祠、名宦祠、乡贤祠，第二进包括东西庑、拜台、大成殿，崇圣祠为第三进院落。其中大成殿、大成门、东庑、西庑、名宦祠、乡贤祠、泮池为清代建筑，其余均为重建或新建。大成殿建筑面积221平方米，面阔五开间、18.21米，进深四开间、8.74米。崖城学宫体现了中国南方沿海地域传统建筑营造法式。